# 足利荘
足利荘（あしかがのしょう）は、下野国足利郡（栃木県足利市）にあった荘園。荘域は足利郡全域と安蘇郡の一部（赤見郷）。成立当初の田畑、約100町ずつからなる。『延喜式』には下野国足利駅、『和名類聚抄』では足利郡駅家郷と記されている。

## 概要
源義国が源義家から伝えられた開発地を、安楽寿院（鳥羽上皇が建てた寺）に寄進（八条院領）した事から足利荘が成立し、河内源氏重代の家人である藤原秀郷流の藤原姓足利氏が支配した。義国を祖とする源姓足利氏と藤原姓足利氏は当初は競合関係には無く、常陸平氏との対抗上協力関係にあり、在京軍事貴族としての側面を有した源姓足利氏が預所職を、現地に根付いた藤原姓足利氏が下司職を有していたとみられる。その後、勅勘を受けた義国が足利に下り、近隣の新田荘や簗田御厨の開発に両足利氏が乗り出すと、協力関係は次第に競合関係へと変化して対立を深めていく。仁安年間には平氏が領するが、源氏の源頼朝により藤姓足利俊綱が滅ぼされると、源姓足利氏が支配を確立して地頭職を歴任する。源義兼（足利義兼）は出家後、自邸の一部に鑁阿寺を建立した。
足利尊氏が室町幕府を樹立させると足利氏発祥の地として重要視されるが、京都にある幕府から遠く東国にある足利は直接管理が不可能であったため、代わって鎌倉府が管理した。小山氏の乱で当時の下野国守護小山氏が一時滅亡すると、代わりに守護になった木戸法季は守護所を小山から足利に一時移転させている。また、隣接する同じ足利氏の所領である簗田御厨（簗田郡）との区別が曖昧になり、同御厨も足利荘の一部とみなされるようになった。
上杉禅秀の乱をきっかけとして、応永24年（1417年）頃より幕府代官（管領被官）が足利荘に派遣されて鎌倉府の支配から切り離されるが、これに反発した鎌倉公方・足利持氏は応永30年（1423年）には将軍・足利義持には無断で幕府代官神保慶久（神保氏）を京都に追い返して、足利荘を押領した。
その後、永享3年（1431年）に和議が成立するが、間もなく永享の乱が発生し、続く結城合戦・享徳の乱を経て、最終的には関東管領・上杉房顕が足利荘を管理することになり、代官として長尾景人が足利に派遣された。その後、山内上杉家－足利長尾家による管理体制は戦国時代末期まで続いたが、天正12年（1584年）の北条氏による足利占領によって足利荘は終焉を迎えることになる。

## 年表
- 1137年（保延3年） - 源義国が源義家から伝えられた開発地を、安楽寿院に寄進（八条院領）。足利荘が成立
- 1150年（久安6年） - 源義国、足利荘に下向（源姓足利氏のはじまり）
- 1333年（元弘3年） - 鎌倉幕府滅亡
- 1338年（延元3年） - 足利尊氏が京都（室町）に幕府を開く
- 1439年（永享11年） - 上杉憲実が足利学校を再興、書物を寄進
- 1584年（天正12年） - 北条氏が足利を占領
- 1869年（明治2年） - 足利藩主戸田忠行が版籍奉還、藩知事となる
- 1871年（明治4年） - 廃藩置県により足利県となる。11月に栃木県となる
- 1889年（明治21年） - 町村制施行により足利郡足利町となる
- 1921年（大正10年） - 市制施行により足利市となる